# Гуттер, Леонард
Леонард Гуттер (19 января 1563 — 23 октября 1616) — немецкий лютеранский богослов, один из влиятельнейших представителей строго ортодоксального лютеранства.

## Биография
Леонард Гуттер родился в Неллингене недалеко от Ульма. С 1581 года он учился в университетах Страсбурга, Лейпцига, Гейдельберга и Йены. В 1594 году Гуттер начал читать теологические лекции в Йене и в 1596 году согласился стать профессором богословия в Виттенберге, где и умер.
Гуттер был известен своей строгой лютеранской ортодоксальностью, что нашло отражение в его работе locorum theologicorum (1610; переиздана в 1863 году), в которой он показал настолько большую верность своему учителю, что получил титул «Luther redonatus». Его «Compendium locorum theologicorum ex scriptis sacris et libro concordiae collectum» (1610), написанное для замены «Loci» Филиппа Меланхтона, было введено почти во всех гимназиях. Из многих направленных против кальвинизма его сочинений важнейшее — «Concordia concors» (1607), противопоставленное им «Concordia discors» Рудольфа Госпиниана.